# Augusta Öhrström-Renard
Augusta Öhrström-Renard, född 16 februari 1856 i Göteborg, död 4 november 1921 i New York, var en svensk operasångerska (alt).
Öhrström-Renard var elev till Albert Berg, Fredrika Stenhammar och madame Laborde. Hon debuterade 1881 på Kungliga teatern och gjorde 1881–1883 bland annat rollerna Azucena i Trubaduren, Fru Page i Muntra fruarna, Bergadrottningen i Den bergtagna och vid premiären 1883 Martha i Mefistofeles. Hon medverkade även i mindre roller som Zinka i Karpathernas ros, och Fatima i Abu Hassan.
Under 1888 var hon en av solisterna vid en musikfest i Köpenhamn och i Kingston i New York som solist i Skapelsen.
Hon var även  engagerad i Frankrike. Under fem år tillhörde hon Metropolitan Opera House. I USA verkade hon också som sånglärare.
Öhrström-Renard gifte sig i USA 1893 med impressarion Fred O Renard.

## Källhänvisningar
1. ↑  Augusta Öhrström-Renard i Adolf Lindgren och Nils Personne, Svenskt porträttgalleri (1897), volym XXI. Tonkonstnärer och sceniska artister
2. ↑  Öhrström-Renard, Augusta i Nordisk familjebok (andra upplagan, 1922)
3. ↑  Augusta Öhrström-Renard i Hvar 8 dag (10:e årgången)